# Symfony
Symfony je webový aplikační framework pro vývoj webových aplikací pro PHP vycházející z návrhového vzoru MVC. Celý framework je z velké části inspirován jinými webovými aplikačními frameworky jako Ruby on Rails, Django a Spring. Symfony je open-source, je vydáván pod MIT licencí a jeho vývoj je dále sponzorován francouzskou firmou Sensio Labs v Paříži.

## Historie
Framework původně vznikl pod názvem Sensio Framework jako odnož projektu Mojavi3-DEV, který měl v sobě integrován ORM vrstvu Propel.
Webová stránka projektu byla spuštěna 18. listopadu 2005.
Symfony 1.4.x byla poslední revizí 1. verze udržovanou do listopadu 2012 . Nástupcem bylo Symfony 2 vydané v srpnu 2011. V listopadu 2015 byla vydána 3. verze frameworku. V listopadu 2017 byla vydána 4. verze. V listopadu 2019 byla vydána verze číslo 5. Doposud poslední verze číslo 7 vyšla v prosinci 2023.

## Open source komponenty frameworku
Ve svém základu využívá Symfony několik open source projektů:
- Propel a Doctrine, ORM vrstvy
- Creole a PDO, databázová abstrakční vrstva
- PRADO, PHP framework pro podporu lokalizace
- Pake, command-line interpret
- PHPUnit, unit tester
- Zend Framework, Zend_Logger a Zend_Cache jsou použity pro logování a cachování
- Mojavi, MVC framework
- Swift Mailer, odesílání emailů

Symfony také využívá některé své vlastní komponenty které jsou samostatně k dispozici na vlastním webu Archivováno 31. 10. 2011 na Wayback Machine.. Mezi ně patří například Symfony YAML, parser umožňující převádět YAML soubory do PHP polí a zpět.
Za použití pluginů může Symfony také podporovat některé další projekty jako:
- Prototype a jQuery, JavaScriptové frameworky
- script.aculo.us, JavaScriptová knihovna postavená na Prototype pro visuální efekty
- PHP Less, CSS parser postavený na projektu Less
- TinyMCE a CKeditor, jako WYSIWYG editory
- TCPDF, PHP knihovna pro generování PDF dokumentů

Od verze Symfony 1.2 není standardně implementován žádný JavaScriptový framework a volba je ponechána pouze na uživateli.

## Struktura projektů v Symfony
Typický projekt v Symfony je rozdělen do mnoha podadresářů:
- app – konfigurace, šablony a případné překlady
  - cache – cache zkompilovaných šablon
    - dev – vývojové prostředí
    - prod – produkční prostředí

  - config – nastavení, většinou v YAML
  - logs – logy
  - Resources – zdroje
    - views – šablony
- src – většina kódu MVC
  - bundles – bundles jsou do jisté míry samostatné části webu zajišťující jeho funkčnost. Obsahuje podadresáře pojmenované podle jednotlivých bundlů, každý z nichž může mít vlastní podadresář pro controllery, adresář pro testy, atd.
- vendor – závislosti dodavatelů třetích stran
- web – adresář přístupný z internetu
  - bundles – v tomto adresáři jsou bundles implementované v src, zde již s vlastními zdroji (obrázky, CSS, …).

Každý projekt napsaný ve frameworku Symfony je rozdělen do jednotlivých aplikací (nejčastěji frontend a backend), ty se dále dělí na moduly a ty na jednotlivé akce.
S tím souvisí i hierarchie konfiguračních YAML souborů, kde jednotlivá nastavení se mohou postupně přepisovat s kaskádovou dědičností (nejnižší prioritu má nastavení projektu, nejvyšší nastavení konkrétního modulu).

## Command-line
Trochu nezvykle na rozdíl od ostatních PHP frameworků vyžaduje Symfony přístup na command-line, což může být problém na sdílených web hostinzích. Vytváření projektů, aplikací, modulů, mnohá nastavení a údržba se provádí právě přes příkazový řádek.

## Praktické použití
Symfony je používán mnoha známými webovými stránkami po celém světě. Mezi ty nejznámější patří:
- Askeet, open source komunitní Q&A služba
- Del.icio.us, webová služba umožňující ukládání, sdílení a objevování záložek [5]
- Dailymotion, částečně přešlo na Symfony a pokračuje i nadále [6]

U nás pak:
- Institut jazykového vzdělávání
- Katedra kybernetiky ZČU